# Dzwonkówka wierzbowa

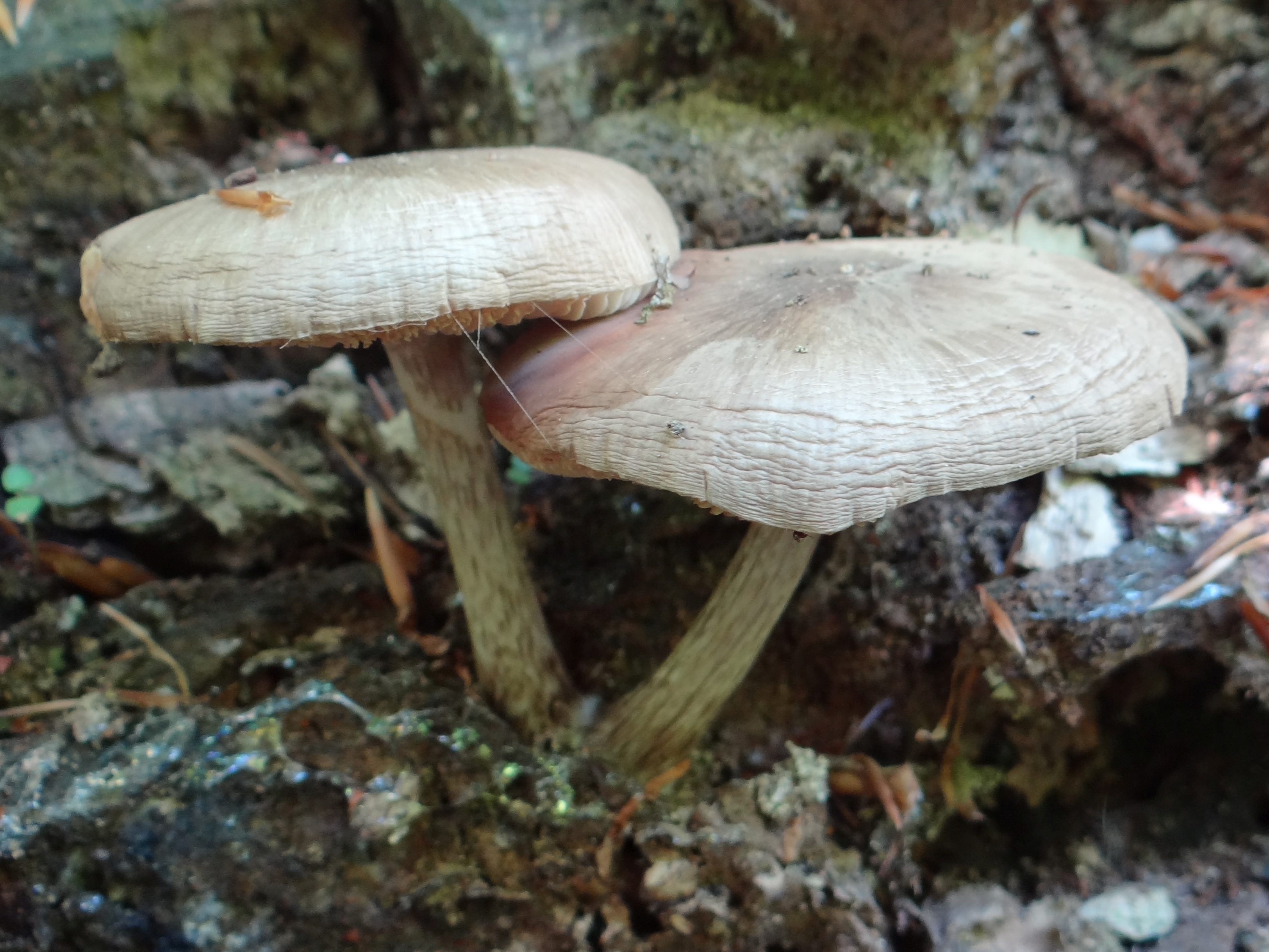

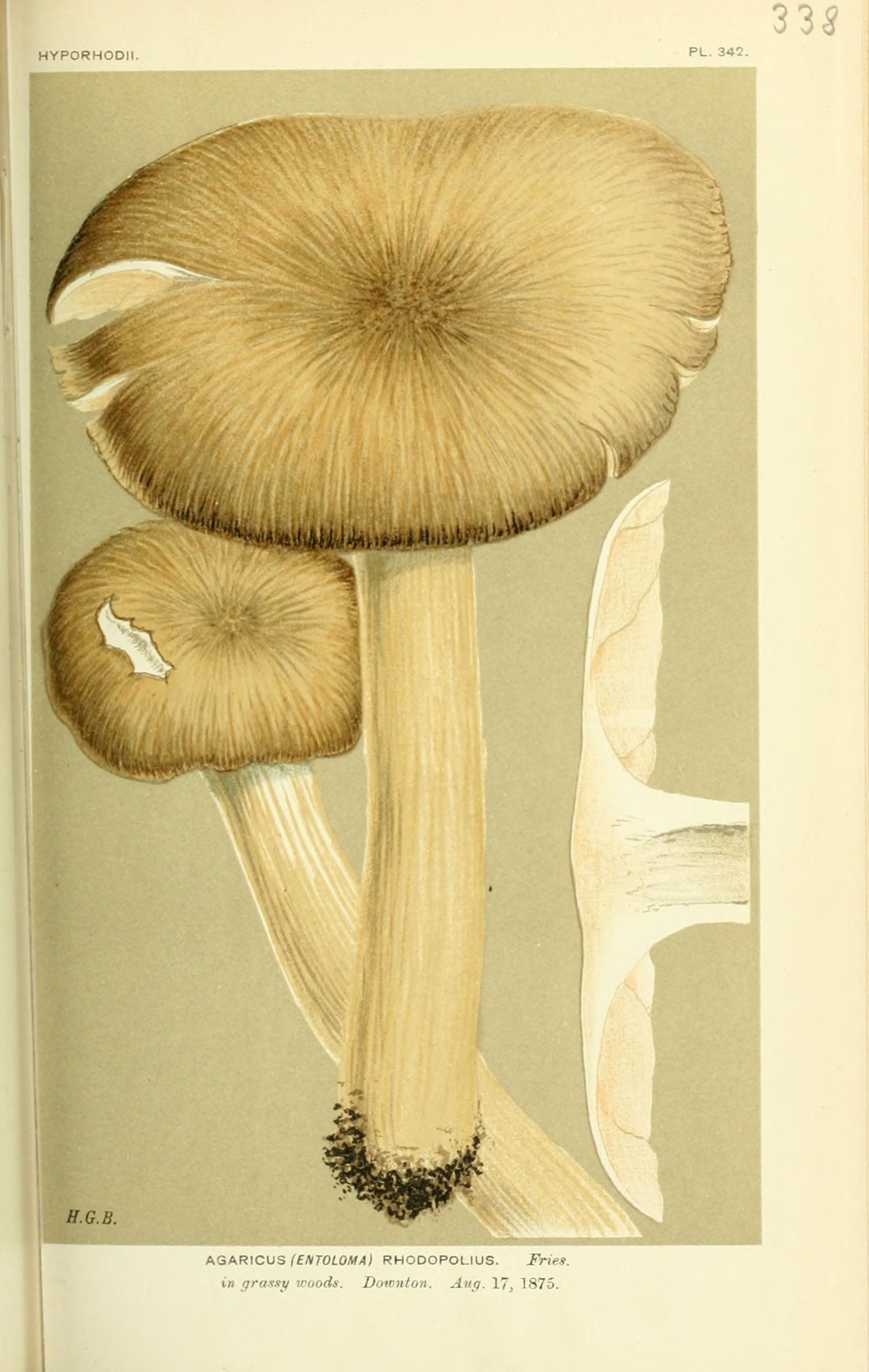

Dzwonkówka wierzbowa (Entoloma sericatum (Britzelm.) Sacc.) – gatunek grzybów z rodziny dzwonkówkowatych (Entolomataceae).

## Systematyka i nazewnictwo
Pozycja w klasyfikacji według Index Fungorum: Entoloma, Entolomataceae, Agaricales, Agaricomycetidae, Agaricomycetes, Agaricomycotina, Basidiomycota, Fungi.
Po raz pierwszy gatunek ten opisał w 1893 r. Max Britzelmayr, nadając mu nazwę Agaricus sericatus. Obecną nazwę nadał mu Pier Andrea Saccardo w 1895 r.
Ma 6 synonimów. Niektóre z nich:
- Agaricus sericatus Britzelm. 1893
- Entoloma sericatum f. saliciphilum Noordel. 1981
- Entoloma sericatum var. saliciphilum (Noordel.) Noordel. 2004
- Rhodophyllus sericatus (Britzelm.) J. Favre 1948[2].

Polską nazwę zarekomendowała w 2025 roku Komisja ds. Polskiego Nazewnictwa Grzybów Polskiego Towarzystwa Mykologicznego.

## Morfologia
Kapelusz
Średnica 15–90 mm, początkowo stożkowaty lub półkulisty z podwiniętym brzegiem, później rozszerzający się do płasko-wypukłego, zwykle z niskim, szerokim garbkiem, rzadziej lekko wklęsły w środku, z prostym brzegiem. Jest niehigrofaniczny; w stanie wilgotnym o barwie od blado do średnio ciemno żółtobrązowej lub szarobrązowej, z blaszkami prześwitującym do połowy promienia, po wyschnięciu blady do blado brązowego. Powierzchnia gładka, naga lub z małymi biało-włókienkowymi plamami, zwłaszcza na brzegu młodych i świeżych owocników.
Blaszki
Od 25 do 345, l = 3–7, o szerokości do 5 mm, średnio gęste, przyrośnięte, zbiegające lub zbiegające ząbkiem, łukowate lub brzuchate, początkowo białe, potem różowe. Ostrza nierówne, tej samej barwy.
Trzon
Wysokość 40–120 mm, grubość 3–15 mm, cylindryczny, wygięty, czasem głęboko zakorzenionym, pusty. Powierzchnia bardzo bladobrązowa, srebrzystobiała, wzdłużnie prążkowana, wierzchołek często cienko oprószony, ku dołowi gładki, u podstawy z białą grzybnią.
Miąższ
Pod skórką kapelusza i trzonu tej samej barwy, głębiej białawy. Zapach zwykle słaby, ale często (zwłaszcza po uszkodzeniu) mączny.
Cechy mikroskopowe
Podstawki 4-zarodnikowe ze sprzążkami. Zarodniki 8–10,5 × 6,5–8 µm, Q = 1,05–1,3, w widoku z boku 5–6-kątne. Krawędź blaszek płodna. Strzępki skórki w kapeluszu wąskie, cylindryczne, na brzegu typu ixocutis o szerokości 2,5–8 µm z drobno inkrustowanym pigmentem. Sprzążki liczne we wszystkich częściach grzyba.

## Występowanie i siedlisko
Podano występowanie Entoloma sericatum w Ameryce Północnej, Europie i Azji. Najwięcej stanowisk podano w Europie. Jest tu szeroko rozprzestrzeniona, występuje od Francji i wybrzeży Morza Śródziemnego na południu po archipelag Szetlandy na Morzu Arktycznym, miejscami jest pospolita. Brak jej w wykazie wielkoowocnikowych grzybów podstawkowych Polski Władysława Wojewody z 2003 r. Po raz pierwszy w Polsce jej stanowiska podano w 2004 r., później znaleziono także inne.
Grzyb naziemny występujący w wilgotnych miejscach w lasach liściastych pod olszami, wierzbami, brzozami, dębami i bukami, czasami wśród torfowców lub innych mchów. Owocniki tworzy zwykle od sierpnia do listopada.